# Ebbenhouten Schoen 2020
De verkiezing van de Ebbenhouten Schoen 2020 werd op 1 juni 2020 gehouden. De trofee ging naar Dieumerci Mbokani, die de prijs ook in 2012 al won. De uitslag werd bekendgemaakt in het Birmingham Palace in Anderlecht.

## Uitslag
| Nr.        | Land                              | Naam               | Club(s)     |
| Finalisten | Finalisten                        | Finalisten         | Finalisten  |
| ---------- | --------------------------------- | ------------------ | ----------- |
| 1.         | Vlag van Congo-Kinshasa           | Dieumerci Mbokani  | Antwerp FC  |
| 2.         | Vlag van Angola · Vlag van België | Clinton Mata       | Club Brugge |
| 3.         | Vlag van Ivoorkust                | Simon Deli         | Club Brugge |
| 4.         | Vlag van Senegal                  | Krépin Diatta      | Club Brugge |
| 5.         | Vlag van Ghana · Vlag van België  | Vadis Odjidja-Ofoe | AA Gent     |

1992 · 1993 · 1994 · 1995 · 1996 · 1997 · 1998 · 1999 · 2000 · 2001 · 2002 · 2003 · 2004 · 2005 · 2006 · 2007 · 2008 · 2009 · 2010 · 2011 · 2012 · 2013 · 2014 · 2015 · 2016 · 2017 · 2018 · 2019 · 2020 · 2021 · 2022 · 2023 · 2024